# الحداب (القطن)
'

تعديل مصدري - تعديل

الحداب هي إحدى قرى عزلة وادي سر بمديرية القطن التابعة لمحافظة حضرموت، بلغ تعداد سكانها 56 نسمة حسب تعداد اليمن لعام 2004.